# Aleksandra Kubas-Kruk
Aleksandra Kubas-Kruk (ur. 1984) – polska śpiewaczka operowa (sopran) i pedagog.

## Życiorys
Absolwentka Akademii Muzycznej we Wrocławiu (klasa prof. Danuty Paziuk-Zipser). W latach 2008–2017 solistka Opery Wrocławskiej (m.in. Gilda w Rigoletcie Verdiego, Violetta w Traviacie Verdiego, Pamina w Czarodziejskim flecie Mozarta). Występowała również w Teatrze Bolszoj (m.in. Królowa Nocy w Czarodziejskim flecie Mozarta), Teatrze Wielkim w Warszawie (Gilda w Rigoletcie Verdiego) oraz w teatrach w Amsterdamie, Bonn, Livorno, Lucce, Neapolu, Pizie, Ravenie, Trieście, Tuluzie i Wiesbaden. Brała udział w nagraniu płyty Stanisław Moniuszko – Widma nagrodzonej Fryderykiem 2019 w kategorii Album roku muzyka Chóralna, Oratoryjna i Operowa oraz płyty Musica Sacromontana XIII – Józef Zeidler – Missa D-dur nominowanej do Fryderyków 2019 w tej samej kategorii.
Doktor habilitowana (2019) – od 2012 wykładowczyni śpiewu solowego w Akademii Muzycznej we Wrocławiu.

## Wybrane nagrody i wyróżnienia
- Międzynarodowy Konkurs Wokalny im. Salomei Kruszelnickiej we Lwowie – I nagroda
- Międzynarodowy Konkurs Wokalny im. Stanisława Moniuszki – I nagroda w 2010
- Międzynarodowy Konkurs Wokalny im. Karola Szymanowskiego – I nagroda
- Międzynarodowy Konkurs Wokalny w Tuluzie – nagroda specjalna w 2010[3]
- Międzynarodowy Konkurs Sztuki Wokalnej im. Ady Sari – wyróżnienie w 2007